# Safnern
Safnern är en ort och kommun i distriktet Biel i kantonen Bern, Schweiz. Kommunen har 2 020 invånare (2023).